# مراد، تیبازه
مراد (به عربی: مراد) یک شهرداری در الجزایر است که در استان تیپازه واقع شده‌است.
 مراد  ۱۹٬۹۱۶ نفر جمعیت دارد.